# 昂蒂安
昂蒂安（法語：Anthien，法語發音：[ɑ̃tjɛ̃]）是法国涅夫勒省的一个市镇，属于克拉姆西区。

## 地理
昂蒂安（47°18'44"N, 3°44'23"E）面积19.68 平方千米，位于法国勃艮第-弗朗什-孔泰大區涅夫勒省，该省份为法国中部省份，北至约讷省，西北接卢瓦雷省，西接谢尔省，南至阿列省，东南接索恩-卢瓦尔省，东临科多尔省。
与昂蒂安接壤的市镇（或旧市镇、城区）包括：讷方丹、科尔比尼、马尼洛尔姆、穆瓦西-穆利诺、普克洛尔姆、吕阿日。

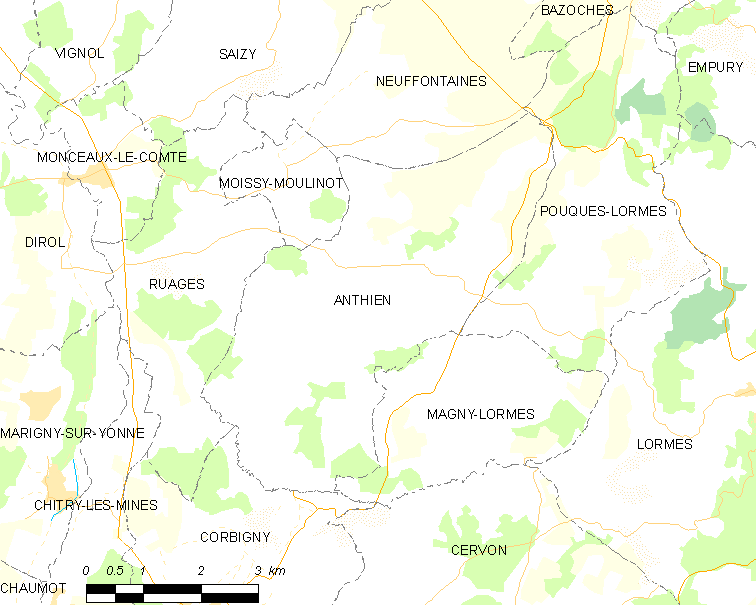
昂蒂安的OSM定位图

昂蒂安的时区为UTC+01:00、UTC+02:00（夏令时）。

## 行政
昂蒂安的邮政编码为58800，INSEE市镇编码为58008。

## 政治
昂蒂安所属的省级选区为科尔比尼县。

## 人口

1962-2008年间昂蒂安人口变化图示

昂蒂安于2022年1月1日时的人口数量为168人。